# Miljenko Jergović
Miljenko Jergović (Sarajevo, 28. maja 1966) je bosanskohercegovački i hrvatski novinar i književnik. Pisac je priča, dramskih tekstova, pesama i novinskih članaka. Najpoznatiji je kao autor pripovetki tematski vezanih za Bosnu i Hercegovinu. Njegova dela prevedena su na dvadesetak jezika. Među najpopularnijim su naslovima savremenog regionalnog izdavaštva. Član je hrvatskog  a članstvo je na sopstveni zahtjev iz bosanskohercegovačkog P.E.N. centra napustio 19. maja 2020. zbog protestnog pisma Udruženja od 9. maja povodom održavanja komemorativne mise povodom Slučaja Blajburg 1945. godine.

## Biografija
Rođen je i odrastao u Sarajevu, gde je završio Prvu sarajevsku gimnaziju i diplomirao filozofiju i sociologiju na Filozofskom fakultetu Univerziteta u Sarajevu. Njegov književnički talent prepoznat je prvom pesničkom zbirkom „Opservatorija Varšava“ objavljenom 1988. godine, za koju je dobio Goranovu nagradu i Nagradu Mak Dizdar. Kasnije objavljuje još dve zbirke poezije. Godine 1992. počinje saradnju sa nedeljnikom Nedjeljna Dalmacija, kao novinar i urednik. Godine 1993. seli se u Zagreb.
Njegova prva, najpoznatija i najuspešnija, zbirka pripovedaka o haotičnoj svakodnevici života u zaraćenoj Bosni i Hercegovini „Sarajevski Marlboro“, objavljena 1994. godine, osigurava mu međunarodno priznanje. Delo je nagrađeno Nagradom za mir Erih Marija Remark i Nagradom Ksaver Šandor Gjalski.
Od tada objavljuje pripovetke, eseje i romane različite tematike, kao i kolumne i članke u brojnim izdanjima sa područja bivše Jugoslavije.

## Bibliografija
- Opservatorija Varšava, pesme, Zagreb (1988)
- Uči li noćas neko u ovom gradu japanski?, pesme, Sarajevo (1990)
- Himmel Comando, pesme, Sarajevo (1992)
- Sarajevski Marlboro, priče, Zagreb (1994)
- Karivani, priče, Zagreb (1995)
- Preko zaleđenog mosta, pesme, Zagreb (1996)
- Naci bonton, članci, ogledi, eseji, Zagreb (1998)
- Mama Leone, priče, Zoro.
- Sarajevski Marlboro, Karivani i druge priče, izabrane priče, Durieux.
- Kažeš anđeo, drama, Zagreb (2000)
- Historijska čitanka 1, eseji, Zagreb/Sarajevo. 2001.  978-953-201-602-4.
- Hauzmajstor Šulc, pesme, Zagreb (2001)
- Buick Riviera, novela.
- Dvori od oraha, roman.
- Rabija i sedam meleka, izabrane priče.
- Historijska čitanka 2, eseji, Zagreb/Sarajevo. 2004.  978-953-201-892-9.
- Inšallah, Madona, inšallah, priče.
- Dunje 1983, izabrane i nove pesme, Zagreb (2005)
- Glorija in excelsis, roman, Durieux.
- Žrtve sanjaju veliku ratnu pobjedu, članci, ogledi, eseji, Durieux.
- Ruta Tannenbaum, roman, Durieux.
- Drugi poljubac Gite Danon, izabrane priče, V. B. Z.
- Freelander, novela, Ajfelov most, Sarajevo/Zagreb. 2007.  978-995-857-101-3 неважећи .
- Srda pjeva, u sumrak, na Duhove, roman; Rende.
- Transantlantic mail, mejl prepiska sa Semezdinom Mehmedinovićem 2008-9, V. B. Z.
- Volga, Volga, novela, Naklada Ljevak.
- Roman o Korini, pripovetka, Rende, Beograd (2010)
- Otac, roman, Rende, Beograd (2010)
- Zagrebačke kronike, novinarske hronike, kolumne, feljtoni, Biblioteka XX vek, Beograd (2010)
- Bosna i Hercegovina, budućnost nezavršenog rata (zajedno sa Ivanom Lovrenovićem), esej, intervju, Zagreb (2010)
- Pamti li svijet Oscara Schmidta, projekti, skice, nacrti, Zagreb (2010)
- Psi na jezeru, roman, Zagreb (2010)
- Tango bal i druge priče, izabrane priče, Cetinje (2010)
- Muškat, limun i kurkuma, eseji, Zagreb (2011)
- Izabrane pjesme Nane Mazutha, pesme, Cetinje (2011)
- Mačka, čovjek, pas, priče, Rende, Beograd (2012)
- Wilimowski - neobjavljeni roman; pročitan i emitovan na Trećem programu Radio Beograda od 4. do 21. juna 2012, čitala Koviljka Panić
- Rod, Fraktura, Zaprešić (2013)
- Tušta i tma, prepiska sa Svetislavom Basarom, Laguna, Beograd (2014)
- Levijeva tkaonica svile, Fraktura, Zaprešić (2014)
- Sarajevo, plan grada - knjiga prva, Fraktura, Zaprešić (2015)
- Drugi krug, prepiska sa Svetislavom Basarom, Laguna, Beograd (2015)
- Doboši noći, studija, Fraktura, Zaprešić (2015)
- Rat, Fraktura (2024)[5]

## Film
Prema knjizi Buick Riviera urađen je i film Buick Riviera (2009) u režiji Gorana Rušinovića, za koji su scenario zajedno radili Jergović i Rušinović.
Zajedno sa srpskim piscem Markom Vidojkovićem 2009.godine proputovao je autoputem Bratstva i jedinstva vozeći Juga u dokumentarnom filmu Dugo putovanje kroz istoriju, historiju i povijest.

## P. E. N.
Miljenko Jergović je zajedno sa  nekoliko bosanskohercegovačkih književnika bio jedan od suosnivača  bosanskohercegovačkog P.E.N. centra u 31. oktobra 1992. godine u Sarajevu. Nakon prosvjednog pisma Udruženja objavljenog 9. maja 2020, a povodom održavanja mise u Katedrali Srca Isusova u Sarajevu 16. maja 2020, u spomen na žrtve Slučaja Blajburg 1945. godine, potpisanog od strane 42 člana sa Ivicom Đikićem, Ivanom Lovrenovićom, Željkom Ivankovićem u otvorenom pismu objavljenom na Lovrenovićevoj veb-stranici, izjavio da se ne smatra članom ovog udruženja, a kao jedan od razloga navedeno je tolerisanje nacionalizma i fašizma od sarajevske uprave, kao i bosanskohercegovačkog PEN-a, koja dozvoljava veličanje ustaškog pokreta davanjem imena ulica simpatizerima i pripadnicima ustaškog pokreta.

## Nagrade
- Nagrada Društva pisaca BiH
- „Nagrada Mak Dizdar“ za poeziju
- „Goranova nagrada“ za poeziju
- „Nagrada Veselko Tenžera“(1990) za novinarstvo
- „Nagrada "Ksaver Šandor Gjalski“ (1994)
- „Posebna mirovna nagrada Erich-Maria Remarque“ grada Osnabrücka (1995)
- Italijanska književna nagrada „Premio Grinzane Cavour“ za knjigu „Mama Leone“ (2003)
- Godišnja Nagrada Matice hrvatske za književnost i umjetnost „August Šenoa“ za knjigu „Buick Rivera“ (2002)
- Nagrada Meša Selimović za roman Ruta Tannenbaum (2007)[11]
- Nagrada Angelus (2012)[12]
- Nagrada Internacionalnog literaturnog festivala PRO-ZA Balkan - „Prozart" (Skoplje, 2017)
- Nagrada „Milovan Vidaković” (2018)[13]

## Spoljašnje veze
- Zvanični veb-sajt
- „Pakao nastaje iz uverenja da smo najbolji” (Politika, 1. novembar 2015)
- Šoštarić, Sanja (20. 5. 2020). „PISMO PROF.DR. SANJE ŠOŠTARIĆ POVODOM OSTAVKI U PEN CENTRU BIH”. penbih.ba. Приступљено 22. 5. 2020.
- PEN, BIH (9. 5. 2020). „POVODOM DANA POBJEDE NAD FAŠIZMOM: PROTESTNO PISMO PROTIV NAJAVLJENE KOMEMORATIVNE MISE ZA BLEIBURG”. penbih.ba. Приступљено 22. 5. 2020.
- Sarajevo, Oslobođenje (20. 5. 2020). „Jergović: PEN centar je nijem na bošnjački nacionalizam i fašizam”. oslobodjenje.ba. Приступљено 22. 5. 2020.
- Zagreb, Večernji list (20. 5. 2020). „Zbog prosvjednog pisma oko mise za Bleiburg Jergović, Đikić i Lovrenović istupili iz P.E.N.-a BiH”. vecernji.hr. Приступљено 22. 5. 2020.
- Lovrenović, Ivan (19. 5. 2020). „ĐIKIĆ, IVANKOVIĆ, JERGOVIĆ I LOVRENOVIĆ ISTUPILI IZ P.E.N. CENTRA U BOSNI I HERCEGOVINI”. ivanlovrenovic.com. Приступљено 22. 5. 2020.
- DW (20. 5. 2020). „Protest protiv protestnog pisma”. dw.com. Приступљено 22. 5. 2020.
- Slobodna Evropa (16. 5. 2020). „Održana misa za žrtve Bleiburga u Sarajevu, protestovali antifašisti”. slobodnaevropa.org. Приступљено 22. 5. 2020.
- Popović, Gordana (15. 6. 2021). „Strateško odustajanje od razuma”. Politika. Приступљено 16. 6. 2021.